# Деннет, Алексей Романович
Алексей Романович Деннет (1836 — после 1917) — генерал-лейтенант Русской императорской армии.

## Биография
Родился 9 (21) января 1836 года в семье учителя английского языка и литературы Тамбовской гимназии Романа Деннет (1817—?). Деннеты (Dennett) происходили из дворянской фамилии графства Сассекс; в конце XVIII столетия Роберт и Елизавета Деннет приехали в Петербург, где Елизавета стала воспитателем дочери шталмейстера, каширского помещика, князя Александра Фёдоровича Щербатова. В 1817 году в каширском имении Щербатовых Башино у Елизаветы Деннет родился сын Роман. Он учился в Московском университете, но не окончил его и стал преподавателем английского языка и литературы, сначала в тамбовской гимназии, затем — в Харьковском университете. Кроме сына Алексея у него была дочь Елизавета, вышедшая замуж за Фёдора Ивановича Данилова (тульский помещик, действительный статский советник, член Новочеркасской судебной палаты).
Алексей Деннет воспитывался во 2-м Московском кадетском корпусе; учился также в Московском университете и Николаевской академии Генерального штаба (1862).
Военную службу начал в 1858 году, когда был произведён в поручики; 14 апреля 1861 года стал штабс-капитаном, 2 июля 1866 года был назначен капитаном генерального штаба (в это время он состоял в распоряжении военного губернатора Туркестанской области; затем был для поручений при штабе Туркестанского военного округа и участвовал в обороне Самарканда и Искандеркульской экспедиции). Был начальником штаба 6-й пехотной (21.10.1873 — 15.07.1876), 14-й кавалерийской (15.07.1876 — 30.09.1876), 17-й пехотной (30.09.1876 — 29.07.1878) дивизий; участвовал в русско-турецкой войне.
В 1880 году: с 20 марта состоял для поручений при штабе Кавказского военного округа; с 15 декабря — генеральный консул в Эрзеруме (Турция). С 13 июня 1891 года состоял в распоряжении командующего войсками Московского военного округа; 30 августа 1882 года был произведён генерал-майоры.
В 1893 году вышел в отставку с производством в генерал-лейтенанты.
В 1895 году внесён в родословную книгу дворянства Московской губернии
Был холост. Дата смерти неизвестна; имеется информация, что в 1917 году А. Р. Деннет состоял в Обществе распространения национальной музыки в России.

## Награды
российские
- орден Св. Владимира 4-й ст. с мечами и бантом (1866)
- орден Св. Анны 3-й ст. с мечами и бантом (1867)
- орден Св. Станислава 2-й ст. с мечами и императорской короной (1869)
- орден Св. Анны 2-й ст. с мечами (1870; императорская корона к ордену — в 1871)
- орден Св. Владимира 3-й ст. (1875)
- Золотое оружие «За храбрость» (1879)
- орден Св. Станислава 1-й ст. (1885)
- орден Св. Анны 1-й ст. (1888)

иностранные
- турецкий орден Меджидие 2-й ст. (1884)
- персидский орден Льва и Солнца 2-й ст.
- знак за службу по гражданскому управлению в Болгарии.